# 飯能戦争
飯能戦争（はんのうせんそう）は、慶応4年5月23日（1868年7月12日）に武蔵国高麗郡飯能村周辺（現・埼玉県飯能市）において振武軍を中心とした旧幕府軍と新政府軍との間で行われた戦いである。
新政府に対し恭順の意を示す徳川慶喜の名誉挽回を目的に結成された彰義隊は、当初一橋家ゆかりの幕臣を中心としていたが、急進派の幕臣らが多数合流したことで方針が名誉挽回から主戦へと傾いた。やがてこの方針を巡る組織内対立が表面化すると、渋沢成一郎、尾高惇忠らは慶喜の処分決定後に急進派と袂を分けて新たに振武軍を結成。上野戦争の敗残兵を含む400から500名あまりの兵を率い飯能に転陣すると、これを追撃する新政府軍との間で戦闘となった。
同時期、関東地方では慶喜の恭順姿勢に反発する幕臣たちによる脱走、局地戦が相次いでいた。『新編埼玉県史』は、関東地方においては上野戦争やこの戦いを最後に新政府軍に抵抗する動きが一掃され、静観していた各藩も恭順の意思を示したと評している。

## 背景

### 彰義隊結成
慶応4年1月3日から6日にかけて行われた鳥羽・伏見の戦いにおける幕府軍の敗戦後、徳川慶喜が大坂城を脱出し海路を経て江戸へ戻ると、新政府軍への反抗を企図していた幕府陸軍も江戸へと退却した。新政府側は有栖川宮熾仁親王を東征大総督に任じ、2月10日に「慶喜追討令」を発布し東征の構えを見せたが、幕閣は新政府に対し恭順することで意見が一致し、慶喜は2月12日に警護の兵を伴って上野の寛永寺に謹慎した。江戸に戻った兵は敗戦により士気が乱れ、陸軍旗下の各隊では徳川家の前途や失職の不安感から、集団脱走が相次いだ。
こうした中、幕府陸軍調役並・本多敏三郎、同・伴門五郎、調役並勤方・須永於菟之輔ら若手幕臣は、朝敵となった慶喜の潔白を示すための行動を始めた。本多らは同年1月初頭から幕閣に対して徳川家を中心とした新たな政権構想についての建白を行っており、時流の悪化に伴い他の有志とともに集結したものだった。
2月11日、「橋府随従之有志」名義で檄文が作成され、幕府陸軍の撤兵方、騎兵方、砲兵方、歩兵方宛に送り届けられた。この檄文は発起人が須永、起草文は須永の縁者にあたる尾高惇忠が手掛け、前半部分は本多、後半部分は伴が執筆を担当。「尊皇の志の高い慶喜公が薩長の詐謀により窮地にあるのは、徳川家の御恩をこうむった者として静視することはできない」といった趣旨とともに、2月12日に雑司ヶ谷の茗荷屋において「一廉の御用」について相談したい旨が記されていた。
2月12日の会合当日、茗荷屋には本多、伴、須永をはじめ17人の有志が出席したが、名前の明らかとなっている13人は伴を除きすべて一橋家と関わりのある者だった。
2月17日、四谷・円応寺での会合では旗本を名乗る天野八郎をはじめ30人ほどの有志が集まったが、2月12日の会合と同様に意見がまとまるまでには至らなかった。同じころ、幕臣の渋沢成一郎は江戸の浅草堀田原にある屋敷に籠っていた。成一郎は鳥羽・伏見の戦いの際には慶喜に伴って大坂にあり、軍目付として薩長軍との戦闘や各陣営との折衝に関わった。戦の後、海路と陸路を使って2月4日に江戸に戻っていた。2月19日、尾高の立ち合いの下、本多、伴、須永の勧誘を受けて有志の会合に加わった。尾高の弟で渋沢栄一の渡欧のため見立て養子となっていた渋沢平九郎（尾高平九郎）も勧誘の場に居合わせていたとみられている。
2月21日、四谷・円応寺での会合では67人の有志が集まり、「尊王恭順有志会」を結成した。この会合で作成した血誓書では目的が慶喜の窮地を救うことから「薩賊らを打倒し、徳川家の雪辱を果たす」ことへと変化している。血誓書は大目付の梅沢孫太郎に提出したが、梅原は「慶喜の恭順姿勢に沿わない不穏なもの」として受け取りを拒否した。
2月23日には隊名を彰義隊とし、浅草本願寺を屯所と定めた。彰義隊の頭取には成一郎、副頭取には天野、幹事には本多、伴、須永が就任するなど、役員は天野を除き幕臣や一橋家に縁のある者で固められた。また、彰義隊結成に際して、成一郎から参謀格として迎えられた惇忠は、幕臣ではない点を考慮して役員を辞退した。同日、5人の役員名義で作成した建白書では当初の目的に戻り、「慶喜公の功績と雪冤を朝廷に訴える」趣旨を記し徳川家に提出したが、徳川家幹部は「時機を逸したものであり、事態を好転させる効果はない」として懐疑的な見方を示した。
こうした動きに対し徳川宗家の後見人を務める松平斉民は、若年寄の川勝広運を通じて成一郎に江戸城への登城を命じた。成一郎は100人ほどの隊士とともに登城すると、斉民から「粗暴の挙動」に出ることのないように促され、これに応じた。3月10日、御使番格目付支配書役の小田井蔵太が彰義隊頭に任命されると、成一郎は彰義隊頭取の立場が認められ、有志の集団に過ぎなかった彰義隊も幕府公認の集団となった。これにより寛永寺に謹慎する慶喜の警護が可能となり3月中旬に上野山中へと移動すると、先任の警備と衝突する事態を懸念し、江戸市中の取り締まりを担当することになった。

### 渋沢派と天野派の対立

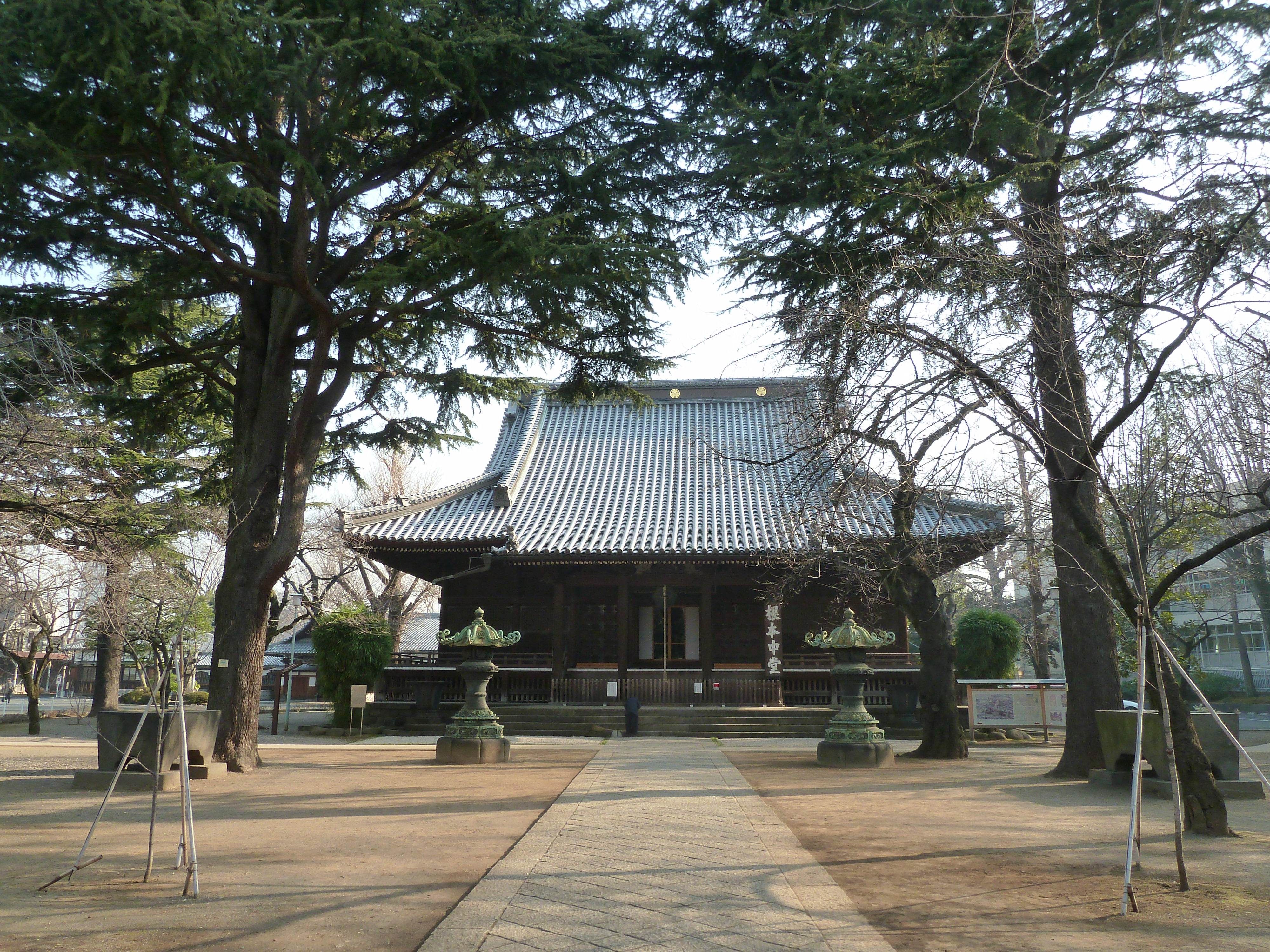
彰義隊が屯所とした寛永寺

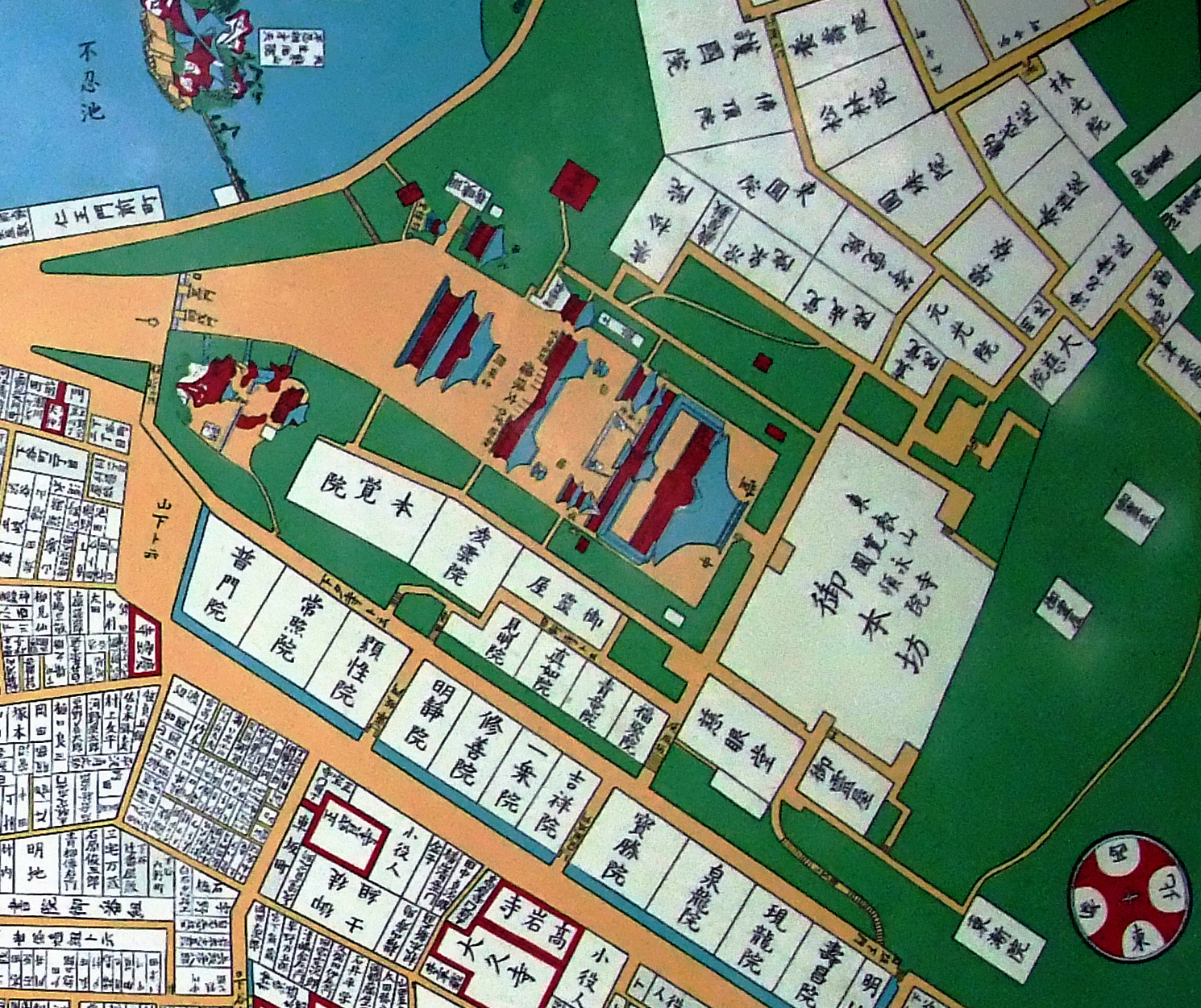
幕末の寛永寺付近の地図

東征軍は東海道、東山道、北陸道の三方面から進軍を開始。3月6日には東山道軍支隊が甲斐国山梨郡勝沼（甲州勝沼の戦い）で、3月9日には東山道軍本隊が下野国足利郡梁田（梁田の戦い）で旧幕府軍を破り、3月13日に板橋に到達した。時を同じくして幕府側は慶喜警護の任についていた山岡鉄舟を東海道軍の布陣する駿河国駿府に派遣し、慶喜の処遇や江戸開城に向けた予備交渉が行われていた。3月13日、東征軍参謀の西郷隆盛と幕府陸軍総裁の勝海舟との会談により、幕府側の武装解除と江戸城明け渡しを条件に3月15日に予定されていた江戸総攻撃が回避された。
4月4日、新政府は慶喜の罪一等を減じて水戸での謹慎を命じ、4月11日に慶喜は寛永寺を出て水戸へと向かった。尾高が4月9日付で渡欧中の栄一にあてた書簡によれば、成一郎、須永、平九郎、竹沢兄弟とともに慶喜に従い水戸に向かう予定だった。ただし、彰義隊には水戸までの慶喜警護の許可は下りず、一行が千住に到着した時点で江戸に引き返すように命ぜられた。
一方、慶喜の処分決定と前後して彰義隊では渋沢派と天野派の対立が表面化した。慶喜や徳川家の名誉挽回を第一義とし幕臣に限定した集団を目指す成一郎と、新政府軍との対決姿勢を強め身分を問わず兵員を拡充させようとする天野とで立場に違いがあった。『藍香翁』によれば成一郎は、上野では一戦を交える上で地の利がなく、市中を戦渦に巻き込みかねない点を理由に郊外への撤退を提案した。この提案は天野派には聞き入れられず、その後も議論を続けたものの進展せずに終わった。隊内には彰義隊が江戸幕府から両御番の役目に任じられるとの風説が流れ、幕府に期待する者もあったといい、江戸市中からの撤退案に対し反対する理由となった。『彰義隊戦史』では、こうした風評を信じる者の間で天野が支持されたと記している。
成一郎は郊外への撤退にあたり豪商たちから軍資金や兵糧を調達しようとしており、その使途を巡り対立があったとの見方もある。『彰義隊戦史』によれば軍資金調達の機会に天野が成一郎を名指しして「貪濫無耻の振る舞いなり」と糾弾し、これがきっかけで両派が口論となり反目するに至ったと記している。山田劉八郎の残した『戊辰私乗』では、天野がかねてから成一郎に叛意を抱き、反抗の機会をうかがっていたところ軍資金の話を聞きつけ、この機に乗じて相手の非を主張しだしたと記している。
『高岡槍太郎戊辰日誌』（以下、『高岡槍太郎日誌』または『高岡日誌』）によれば、隊内では乱暴狼藉を働く者や、新政府軍の兵を故意に挑発する者が現れるなど規律が乱れ始めていたといい、それを成一郎が叱責したため命を狙われる事態となったと記している。なお、天野が捕縛後に残した『斃休録』では、自身が組織再編後に頭取に抜擢されたことに関して触れる一方で、両派閥の対立について触れられていない。
こうした中、成一郎らは彰義隊を脱退した。脱退時の状況について『彰義隊戦史』では成一郎から本多邦之輔への頭取の交代劇が行われた後、慶喜の見送りから戻るとすぐに「誓いて官軍とならざる事、誓いて降伏せざる事」を約束した上で同志らと脱退したと記している。『藍香翁』収録の成一郎の談話では両派閥が議論を交わしたものの、天野派が「関八州を固く守って踏みこたえていれば、いずれ二百石、三百石の旗本に取り立てられるに違いない」と息巻き上野を動く気配がないことに失望し、尾高とともに脱退したと記している。

### 彰義隊分裂後の動静
成一郎らの脱退後、彰義隊は組織再編され、池田大隅守が彰義隊頭に就任。小田井との二頭体制となり、天野も副頭取から頭並に昇格した。また、慶喜の水戸謹慎後は輪王寺宮公現入道親王を盟主に迎えると、輪王寺宮の執当・覚王院義観、竹林坊光映が隊への影響力を拡大させ、抗戦気分を煽った。その後、小田井は奥羽越列藩同盟との連携を図るべく江戸を出立したため不在となり、池田は輪王寺宮の警護に掛かり切りとなったため、天野が彰義隊の実権を掌握した。
新政府は輪王寺宮と彰義隊を分離させその士気を削ごうと、伏見宮邦家親王を介して輪王寺宮を京都に帰還させようと試みたが、輪王寺宮は閏4月12日にこれを拒否。閏4月26日には、薩摩藩・長州藩・土佐藩・広島藩を凶賊として非難する檄を発するに至った。
新政府は閏4月29日、田安家の徳川亀之助（後の徳川家達）に徳川宗家を相続させるものとし、5月1日には亀之助の父・慶頼らが担っていた江戸鎮撫取締の任を解き、東征軍が引き継ぐことを通告した。これにより役目を追われた彰義隊士の一部は5月7日に、薩摩藩士を根岸付近で、佐賀藩士を上野北大門町で取り囲み殺傷する事件を引き起こすなど、行動を先鋭化させた。
こうした中、「尊王恭順有志会」以来の彰義隊役員、幕臣、新政府側が戦争回避のため彰義隊主戦派を個別に説得しようとする動きがみられた。幕臣の勝は両者の武力衝突は徳川家の存続を危うくするものと懸念し、山岡を義観の下に派遣。本多や伴は慶喜の意向に反した事態の鎮静化に努めた。また、新政府側は福岡藩士・太田広正、東征軍参謀・西四辻大夫を派遣し輪王寺宮らの召喚を試みるなど説得を試みるも、義観や竹林坊らが拒絶し取り合わなかった。
5月13日、東征大総督府は彰義隊討伐を布告し、大村益次郎の率いる2,000人の兵が彰義隊の屯集する上野を包囲するに至った。

## 両陣営の動静

### 旧幕府軍

#### 振武軍結成
彰義隊を脱退した成一郎は旗本の奥野左京宅に（『戊辰私乗』）、あるいは大塚の自宅に留まっていた（『藍香翁』）。『戊辰私乗』によれば、成一郎の下を山田劉八郎と野村良造が訪れ、新たに一軍を組織しその隊長となるように説得。さらに二人が尾高を謀主として仲間に引き入れ、同志に檄を発したところ30人余りが集まったと記している。高岡槍太郎の残した『高岡槍太郎日誌』によれば、高岡が成一郎から新組織結成の意思を伝えられるとこれに同意し、閏4月11日夜半に河原彦太郎、山田、野村、山中昇、瀧村尚吉ら20人とともに上野を出て、本郷にある野村宅に集結した。
野村宅では「会津に加勢する」か「江戸郊外に移転して同志を募り、新政府軍に抵抗する」かで議論が交わされた後、堀之内村（現・東京都杉並区堀之内）の茶屋「信楽」を拠点に同志を集めることになった。この後に水戸中納言の家臣・渡辺遠ら70人、高岡の勧誘した酒井雅楽頭の家臣3人、神奈川方面で組織された菜葉隊らが加わった（『高岡槍太郎日誌』）。『藍香翁』に収録された成一郎の談話では、大塚の成一郎宅に集まった同志を200人、「信楽」に集まった同志を80から90人としている。
『藍香翁』によれば、この時点で成一郎らは武器弾薬を所持していなかったため、尾高と謀り20人余りの隊士を率いて三番町にある幕府伝習隊屯所からミニエー銃300丁と弾丸を奪取した。一方、『戊辰私乗』によれば、尾高が成一郎から伝習隊屯所に銃が隠されているとの情報を得ると、新政府軍に扮して屯所に入り250丁の銃を奪取、後から商人から弾丸が届けられたと記している。
『高岡槍太郎日誌』によれば閏4月19日、一行は青梅街道の田無（現・東京都西東京市）に入り、同地にある西光寺、密蔵院、観音寺などに宿営し、西光寺を本陣とした。当地で隊名を「振武軍」と定め、役員が選出された。一方、当地を治める江川太郎左衛門の元締手代・根本慎蔵が東征軍総督府に充てた『武州田無村脱走兵屯仕候御届書』では、成一郎らの田無屯集を5月1日とし、5月8日ころまでに250人が集結したと報告している。
『高岡槍太郎日誌』、『小川村 御用向控帳』（以下、『御用向控帳』）、『蔵敷村 里正日誌』（以下、『里正日誌』）によれば、主な役職は以下の通りとなっており、成一朗は「大寄隼人」、尾高は「榛沢新六郎」の変名を用いている。なお、役員の中に成一朗らと行動をともにした須永於菟之輔の名がないが、『新彰義隊戦史』では「振武軍の募兵に水戸と江戸を往復しているうちに開戦となり、参戦していない」としている。
| #  | 氏名       | 役職                 | 役職             | 役職         | 役職             |
| #  | 氏名       | 高岡日誌             | 戊辰私乗         | 御用向控帳   | 里正日誌         |
| -- | ---------- | -------------------- | ---------------- | ------------ | ---------------- |
| 1  | 渋沢成一郎 | 頭                   | 頭               | ー           | 惣隊長           |
| 2  | 久保喜三郎 | 軍目                 | 軍目             | 軍長         | 軍目付           |
| 3  | 尾高惇忠   | 会計頭取             | 頭並中軍頭取兼   | 軍監軍目附   | 中軍隊長目付役兼 |
| 4  | 渋沢平九郎 | 中軍組頭             | 右軍頭取         | 中隊大長監兼 | ー               |
| 5  | 野村良造   | 前軍頭取             | 前軍頭取         | 中隊伍長     | 前軍隊長         |
| 6  | 瀧村尚吉   | 中軍頭取             | 左軍頭取         | ー           | ー               |
| 7  | 山中昇     | 前軍組頭             | 前軍組頭         | 前隊大長     | ー               |
| 8  | 渡辺進     | ー                   | ー               | 物見         | 後軍隊長         |
| 9  | 与良伝蔵   | ー                   | ー               | 後隊長       | ー               |
| 10 | 山田劉八郎 | 会計下役             | 会計頭取機械掛兼 | 機械掛       | ー               |
| 11 | 渡辺遠     | 後軍頭取             | 後軍頭取         | ー           | ー               |
| 12 | 川崎録之丞 | 後軍組頭             | ー               | ー           | ー               |
| 13 | 鈴木満五郎 | 前軍副組頭伍長兼     | 前軍副組頭       | ー           | ー               |
| 14 | 河原彦太郎 | 前軍副組頭伍長兼     | 伍長             | ー           | ー               |
| 15 | 高岡槍太郎 | 前軍軍目下役伍長兼   | 伍長             | ー           | ー               |
| 16 | 窪田吉之丞 | 前軍歩兵差図役伍長兼 | 歩兵頭取         | ー           | ー               |
| 17 | 飯島精次郎 | 前軍歩兵差図役       | 使番下役         | ー           | ー               |
| 18 | 熊谷小一郎 | ー                   | 使番頭取         | ー           | ー               |

成一郎らは同志を受け入れる一方で、田無、所沢、扇町屋（現・埼玉県入間市）、日野、府中など周辺の村々の名主を集め、軍用金を供出するように通達し3,700両ほどを得た。屯集から20日ほどたった5月12日、田無から5里ほど西にある箱根ヶ崎村（現・東京都西多摩郡瑞穂町）に転陣した。当地の村役人に対し「代金は用意するので寺、または広大な宅を4か所用意すべし」との触れを出し、旅館「関屋」を本陣、円福寺を隊士たちの宿舎とした。転陣の理由について、田無では江戸中心部と距離が近く、新政府軍の攻撃を受けやすいため、としている。その一方で、成一郎らは田無、淀橋、新宿、四谷、番町に斥候を置き、新政府軍と彰義隊との間で戦端が開かれた際には、早馬を使って逸早く本陣に報告し、これに加勢するものとした。

#### 諸隊の合流と飯能転陣
5月15日、斥候から上野戦争が勃発したとの知らせが届くと、振武軍は5月16日0時に箱根ヶ崎を出立した。青梅街道を東進して上野を目指したものの、同日朝に一行が高円寺付近に到着した際に斥候から彰義隊が壊滅したとの報が届いた。一行は上野への進軍を諦めて田無に引き返すと、上野戦争で敗れた彰義隊、臥龍隊の兵士が続々と集まりだした（『廻り田新田御用届』）。
一行は田無で一泊した後、5月17日に二手に分かれて出立。一隊は秩父往還を通り所沢を経由して、もう一隊は青梅街道や日光脇往還を通り、箱根ヶ崎や扇町屋を経由して飯能へ向かった。振武軍と行動を共にした者には彰義隊の比留間良八、芝崎確次郎、竹沢市五郎（渋沢市五郎）、土肥庄次郎、水橋右京（水橋右京之亮）、瀧川渡、臥龍隊の新藤左右助、純忠隊の友成安良らがいる。
飯能周辺には幕府領、旗本領、清水家や久留里藩の領地とともに一橋家の領地があり、栄一と成一郎が元治元年（1864年）に人選御用のため関東に出張した際に一橋領を訪れ、農兵の募集を行っていた。土地勘があり領民との関係から、屯所や兵糧の確保が容易であること、甲州や信州、秩父へと通じる交通の要衝であったことも転陣の理由となったとみられる。
振武軍らは5月18日昼ごろ、飯能に到着すると能仁寺に成一郎をはじめ150人ほど、智観寺に100人ほど、観音寺に60人ほど、広渡寺に野村ら40人ほど、心応寺と玉宝寺にそれぞれ25人ほどが分宿した（『乍恐以書付御訴奏申上候』）。能仁寺を本陣とし、新政府軍を迎え撃つため要所要所に壁を築き、町の出入り口に見張りを立てて警戒にあたった。また、数百人の人夫を雇い、川漁で使う錘の鉛を溶かして弾丸の製造にあたらせた（『戊辰私乗』）。村人たちは家業を休み、昼夜を問わず戦の準備に奔走するなど緊迫した様相を呈した。村役人は振武軍から武器や食料、旗指物を用意するように依頼されており、食料は雨天続きで品薄の状態だったため方々に頼って揃え、旗指物は急ごしらえで仕上げた（『「大炮玉箱」箱書』）。
やがて新政府軍が江戸を出立したとの知らせが届くと、能仁寺では軍議が開かれた。『戊辰私乗』によれば、ある者は「ここは要害の地ではあるが手狭なため、5から6里ほど外に出て新政府軍を迎え撃つべし」と主張し、またある者は「いたずらに兵を失うべきではなく、速やかに奥羽連合に合流すべし」と主張したが、成一郎は「戦に打って出たのち、兵を引き上げて奥羽の軍に合流すべし。一矢を放たずして退いては、天下の笑いものになる」と主張し、飯能で戦うことに決定。戦に敗れた場合は奥秩父の三峰山を再集結の場所と定めた。
こうした中、江戸から飯能に至りながら、振武軍らとは別行動を取った共同隊のような部隊もあった。共同隊の隊長以下300人は雨の降りしきる中、5月22日朝に飯能を出立し、毛呂を経て越生に到着し、法恩寺に宿陣。松山陣屋の隊長を介して川越藩主に降伏を願い出ている（『飯能辺騒擾日記』）。
5月22日8時半、成一郎ら100人余りが「美麗ノ支度」に整えた後、野田・笹井方面（現・入間市野田、狭山市笹井）へ出陣した（『「大炮玉箱」箱書』）。同日、成一郎は振武軍名義で近隣の村々に廻状を出し、各村から話の分かる者をひとりずつ、飯能の見張り番所まで出頭するように命じた。この廻状は出頭の用件に触れられておらず、成一郎らの目的が軍資金調達なのか、武器の調達なのかは定かではないが、途中の村にまで届いた時点で開戦となった。

### 新政府軍
新政府は上野戦争で勝利すると、まもなく敗残兵の掃討に乗り出した。大総督府下参謀・大村益次郎は青梅に350人、扇町屋に400人ほどの旧幕府軍残党が屯集しているとの情報を得ると、5月15日、岡山藩に対し軍監とともに川越を経由して扇町屋に出張するように命じた。同時に大村藩の渡辺清左衛門を大総督府下参謀に任じ、大村藩、佐土原藩、福岡藩、久留米藩の4藩に対しては青梅に出張し残党を掃討するように命じた。その際、各藩が連絡を取り合いながら作戦を遂行するように指示した。
5月21日朝、渡辺らの主力部隊は江戸を出立。その際、4藩の面々はいずれも西国出身で地理に疎いため川越藩兵が道案内をした。青梅街道を西進し田無に到着すると、岡山藩の斥候から旧幕府軍残党2,000人余りが青梅ではなく、飯能に屯集しているとの情報が届いた。一行は田無で一泊した後、翌5月22日に扇町屋へ向かった。
岡山藩は5月20日夕方、水野三郎兵衛の隊が江戸を出立すると、彰義隊の退路と支援勢力の加勢を断つ目的で戸田の渡し付近に駐屯していた南石藤三郎の隊と合流。南畑村（現・ふじみ野市）で金品や食料を要求していた郎党4人を斬首、9人を小銃で射殺した後、5月21日に川越へ到着した。ここで旧幕府軍残党が飯能に屯集しているとの情報を得ると、福岡藩から派遣された軍監・尾上四郎左衛門、川越藩とともに軍議を開き、岡山藩と川越藩の砲隊が黒須（現・入間市黒須）、福岡藩と川越藩が鹿山（現・日高市鹿山）方面へ向かうことになった。
東征軍に加わっていた広島藩の神機隊は、岡山藩の南石隊と同様の目的で、三番隊と五番隊が忍城下の行田に駐留した。その後、三番隊は忍の警衛にあたり、五番隊は忍藩兵100人とともに鴻巣宿に向かい、五番隊28人は鴻巣より先にある桶川宿本陣の番兵の任務にあたった。5月21日、「上野戦争の残党が飯能に多数集結し、川越城へ襲い来る動きがある」として川越藩が援軍を願い出てきたため、軍監に許可を得た上で、同日夕方、忍藩兵100人とともに鴻巣を出立。翌5月22日朝、川越に入り、越生に300人余りの残党が屯集しているとの情報を得ると、その掃討のため坂戸を経て越生へと向かった。
5月22日午後、主力部隊は扇町屋に到着すると、岡山藩を交えて軍議を開き、秩父甲州往還を西進して飯能の正面を突く先鋒隊を大村藩、佐土原藩。その後援を岡山藩。先鋒隊と分かれて双柳、中山方面から飯能の側面を突く役目を福岡藩、久留米藩とすることなどが決まった。
| 扇町屋から飯能方面に出張 | 扇町屋から飯能方面に出張 | 扇町屋から飯能方面に出張 | 扇町屋から飯能方面に出張 | 扇町屋から飯能方面に出張  | 扇町屋から飯能方面に出張                                                                |
| #                        | 藩                       | 部隊名                   | 兵員数                   | 指揮官                    | 備考                                                                                    |
| ------------------------ | ------------------------ | ------------------------ | ------------------------ | ------------------------- | --------------------------------------------------------------------------------------- |
| 1                        | 大村藩                   | ー                       | ー                       | 渡辺清左衛門[a]           | 先鋒として野田から飯能の正面に向かう[a]                                                 |
| 2                        | 佐土原藩                 | 一番砲隊、一番銃隊[b]    | ー                       | 樺山舎人                  | 先鋒として野田から飯能の正面に向かう[a]                                                 |
| 3                        | 福岡藩                   | ー                       | 100[a]                   | 郡右馬允[c]               | 一隊は双柳から飯能の側面に向かう[a] 一隊は直竹に備え八王寺口の遁路を遮断[a]             |
| 3                        | 福岡藩                   | ー                       | 50                       | 尾上四郎左衛門            | 鹿山口の遁路を遮断[a]                                                                   |
| 4                        | 久留米藩                 | 日新隊[d]                | 100[a]                   | 村上四郎右衛門[d]         | 双柳から飯能の側面に向かう[a]                                                           |
| 川越から飯能方面に出張   |                          |                          |                          |                           |                                                                                         |
| 5                        | 岡山藩                   | ー                       | 150[d]                   | 水野三郎兵衛 南石藤三郎   | 後援として野田から飯能の正面に向かう[a]                                                 |
| 6                        | 川越藩                   | ー                       | 100[f]                   | 谷口主水[h]               | 一隊は秩父街道に備え日光口の遁路を遮断[a] 一隊は福岡藩と合同で武州高麗郡鹿山村へ出兵[e] |
| 川越から越生方面に出張   |                          |                          |                          |                           |                                                                                         |
| 7                        | 広島藩                   | 神機隊                   | 60[f]                    | 川合三十郎[f] 藤田次郎[f] |                                                                                         |
| 8                        | 忍藩                     | 新撰隊、聚合隊[g]        | 100[f]                   | ー                        |                                                                                         |

出典：[a]『大村藩東征日誌 参』、
[b]『島津忠寛 日向佐土原家記』、
[c]『黒田長知 筑前福岡家記 六』、
[d]『久留米藩士柴田光衛 関東奥州征討記録』、
[e]『川越藩主松平康英届書 太政官宛』、
[f]『慶応四年戊辰第一起神機隊奥州出軍日記』、
[g]『松平忠敬 武蔵忍家記』、
[h]『下鹿山村御届書』

## 両陣営の戦力

### 旧幕府軍
『戊辰私乗』では旧幕府軍の総勢を600余人とし、内訳については振武軍が前軍84人、中軍99人、後軍75人、左軍56人、右軍59人、会計局49人、別局員5人、歩兵70余人。そのほか台兵（彰義隊）、神奈川兵数百人と記している。
『里正日誌』では旧幕府軍の兵力を振武軍を含め1,500人ほどと記している。ただし、『飯能辺騒擾日記』では最終的に飯能に屯集した兵の数を600人、飯能村など4か村の役人が戦の後に領主に充て提出した『乍恐以書付御訴奏申上候』では450人ほどと記している。そのため『上野彰義隊と箱館戦争史』では『里正日誌』の記述は実数より1,000人ほど多いものとしている。
装備について正確なことは定かではないが、『藍香翁』によれば旧幕府屯所から奪ったミニエー銃を300丁、『戊辰私乗』によれば「新調の二ツバンド銃」を250丁ほど所持していた。また『高岡槍太郎日誌』によれば、高岡はスウィッツル銃、カラスバミニーノ小銃（原文ママ）を所持していた。このほか後軍頭取・渡辺進の家来がゲベール銃を10丁、刀、槍、陣羽織などを所持しており、中山村の名主・善左衛門宅に預けたことが記録されている。ただし、幕府歩兵隊の脱走後に屯所にミニエー銃が残されていた点を疑問視し、すべてゲベール銃ではないかという指摘もある。

### 新政府軍
『里正日誌』では江戸を出立し飯能に向かった大村・佐土原・福岡・久留米・岡山の5藩の総勢を2,000人と記している。これに韮山代官・江川英龍配下の大井田源八郎が賄い方として帯同し、周囲の村々で人足や馬の手配や、焚出しを申付けた。ただし『里正日誌』では5月24日に飯能から引き上げて、所沢で継送した際の新政府軍の総勢を1,500人、人足を450から460人と記している。『飯能辺騒擾日記』では江戸を出立した新政府軍の兵力を3,000人、川越を出立し坂戸に向かった兵力を300人と記している。
大村藩は2万石余の小藩だが、大村騒動で藩内の門閥家老らを大量粛清した後、渡辺清左衛門を隊長とした新精隊を組織して京都に派遣。薩摩藩の西郷隆盛らに接近し、薩摩の庇護の下でイギリス式の軍事訓練を受けた。戊辰戦争では新精隊を発展解消した大村藩兵として東征軍の先鋒を担った。大村藩とともに先鋒を担う佐土原藩も2万石余の小藩であり、宗藩にあたる薩摩藩の影響下にあったが、藩主の島津忠寛の下で軍制改革が進められた。
福岡藩は52万石、久留米藩は21万石の石高を有するが、幕末期には鎖国攘夷派と開国開明派の間で藩論が揺れ動いた。福岡藩は長崎警備を通じて外国勢力に対する危機感を有し、開明派の藩主の黒田長溥が積極的に洋式技術の導入に乗り出したものの、保守派や攘夷派の反発に遭った。軍制についても和銃、和砲を家業とする砲術師や攘夷派が洋式銃の導入に反対したため改革は進まず、本格導入は慶応4年5月のこととなった。一方、久留米藩は藩主の有馬頼咸が開明派に理解を示し、慶応2年3月には長崎から村次鉄之進をイギリス式調練の師範として招き、藩士の訓練や部隊編成を行った。
なお、渡辺の談話によれば新政府軍は当初、薩摩藩が後装式（元込）の銃を使用していたのを除き、他藩はすべて前装式（先込）の銃を使用していた。そのため渡辺は長州藩の木梨精一郎に掛け合って費用を調達すると、横浜で後装式のスナイドル銃を購入した。後述する大村・佐土原・岡山藩の記録では散兵戦術が採られたことが示されており、飯能市郷土館では「このことは小銃が、密集戦を取るゲベール銃ではなく、ライフルであったことを如実に示している」としている。
大砲については上野戦争の際、福岡藩と久留米藩が四斤山砲、佐土原藩が四片山砲と臼砲、岡山藩がボートホウィッツル砲と臼砲を用意した。先述の渡辺の談話では山砲を購入したことも記されており、飯能市郷土館では「いずれの藩でも臼砲もしくは四片山砲といった大砲を配備していたことは確かだろう」としている。

## 戦闘の経過

### 笹井河原の戦い
5月23日深夜、入間川沿いの笹井村（現・狭山市笹井）で新政府軍と振武軍側との戦端が開かれた。当初、大村藩、佐土原藩、岡山藩は2時に扇町屋の陣から軍を進める約束を交わしていたが、佐土原藩は「万が一、敵に先んじられては合戦は難儀する」と懸念し、両藩に断りを入れた上で午前0時に陣を出発した（『東海道先鋒戦争之次第』）。入間川を渡り300メートルほど進んだところで両軍が遭遇し、振武軍側の兵と佐土原藩の隊長・谷山藤之丞との間で問答が交わされた後、振武軍側が発砲するも不発だったためそのまま谷山の頭部めがけて銃を振り下ろし、谷山も抜刀して応戦した。その後、竹藪に潜む振武軍側が発砲すると、佐土原藩の銃隊、砲隊は川面に伏せながら応戦し、これを退散させた。ただし、夜明け前のため伏兵による不測の事態を懸念して深追いすることはなかった。
なお、この戦いにおける振武軍の被害の詳細は定かではないが、『飯能辺騒擾日記』は振武軍の隊長が左臂を斬られたため能仁寺の本陣が引き取り、新政府軍が迫る状況下で治療を行った模様を記している。『戊辰私乗』は、新政府軍との戦闘で刀傷を負い医師から治療を受けた隊長を瀧村尚吉としている。一方、佐土原藩側の被害は『東海道先鋒戦争之次第』によれば隊長の谷山が「傷後死」、戦兵1人が「傷」と記している。

### 扇町屋への夜襲
笹井河原の戦いとほぼ同刻、振武軍の一部が扇町屋に屯集する新政府軍に夜襲を試みようとしていた。5月22日、斥候から新政府軍約500人が扇町屋に到着したとの情報が入ると、前軍頭取・野村良造が成一郎に夜襲を仕掛けることを提案。前軍約200人が飯能を出発し、5月23日1時ころに扇町屋へ到着した。が、各戸ごとに探索したものの「芸州の某」「何れの某」と名が掲げられているのみで新政府軍の気配はなかった。そのため皆で集まり今後について協議を始めたところ、飯能方面で砲声が盛んに聞こえたため急いで引き返した、とある（『高岡槍太郎日誌』）。

### 野田、双柳方面
飯能周辺は4月26日以来、雨の日が続いていたが、5月23日の明け方までには止み晴れ間を見せた。ただし、靄などがかかり8時ころの時点でも周囲が見えにくい状態になっていた（『飯能辺騒擾日記』）。
6時ころ、大村藩、佐土原藩は飯能に向かって西進した。野田村の外れまで進むと、振武軍の兵による狙撃を受けたため、新政府軍は開けた野原まで進出したところで散開し、野砲や小銃を用いて林や藪に潜む伏兵を撃退した（『渡辺清届書』）。
同じころ、双柳方面に進出した福岡藩、久留米藩は双柳村の外れで振武軍の兵と対峙した。福岡藩の記録によれば、先鋒隊が双柳村の外れまで進出した際に30人ほどの整列した兵士たちと遭遇。たがいに旗指物を用意していたため合図のため振ってみたものの、朝霧が深いため敵か味方かは識別できずにいたところ、暫く間を置いた後に相手方からの発砲が始まり、大小の銃で応戦した。その後、後続の味方からの発砲もあり相手を敗走させた、とある（『福岡藩隊長届書 太総督府宛』）。一方、久留米藩の記録によれば、8時ころ双柳を通りかかった際に振武軍側の斥候と遭遇したため、すぐに発砲し退散させたとある（『久留米藩士柴田光衛 関東奥州征討記録』）。その後、福岡藩、久留米藩はさらに中山村に進軍した。

### 上鹿山方面
5月22日、川越藩は軍監・尾上四郎左衛門とともに大袋村（現・川越市大袋）に出張。霧雨が降り続き泥濘に足を取られながら進軍し、夕刻に根岸村（現・狭山市根岸）に到着した。根岸には敵兵の気配はないため、すぐに鹿山村へ向けて進軍した。途中、河川の増水に見舞われたため迂回路を進みながら夜に鹿山村に到着すると、森陰に潜む振武軍側から銃撃を受けたため応戦。相手が暗闇に紛れて引き上げたため、原宿（現・日高市原宿）へ引き上げて宿営した。
翌5月23日深夜、西南の方向から激しい砲音が聞こえたため、村外に兵を送り敵の動静をうかがいつつ、情報収集に務めた。翌朝、飯能攻撃の報告が届いたため、川越藩は兵を二手に分け一隊を「飯能村近辺咽喉之場所（原文ママ）」に伏せ置き、もう一隊を要路に備え置いて機会をうかがった。あるいは、福岡藩の斥候から上鹿山村口での味方の劣勢が伝えられたため、川越藩は軍監の指示により飯能村の裏手にある白子村へ向かった（『松平康英 武蔵川越家記』）。
川越藩兵としてこの戦いに従軍した下山忠行の手記によると23日深夜3時ころ、鹿山口、白子村で振武軍との銃撃戦となり、鹿山口では新政府軍が畳を防塁にし、散開しつつ敵の襲撃に備えた様子が記されている。また、鹿山口、白子村の双方で同士討ちが発生した様子が記されるとともに、鹿山では旗本の用人という老人、白子村付近では農夫といった非戦闘員が殺害された様子が記されている。

### 中山方面

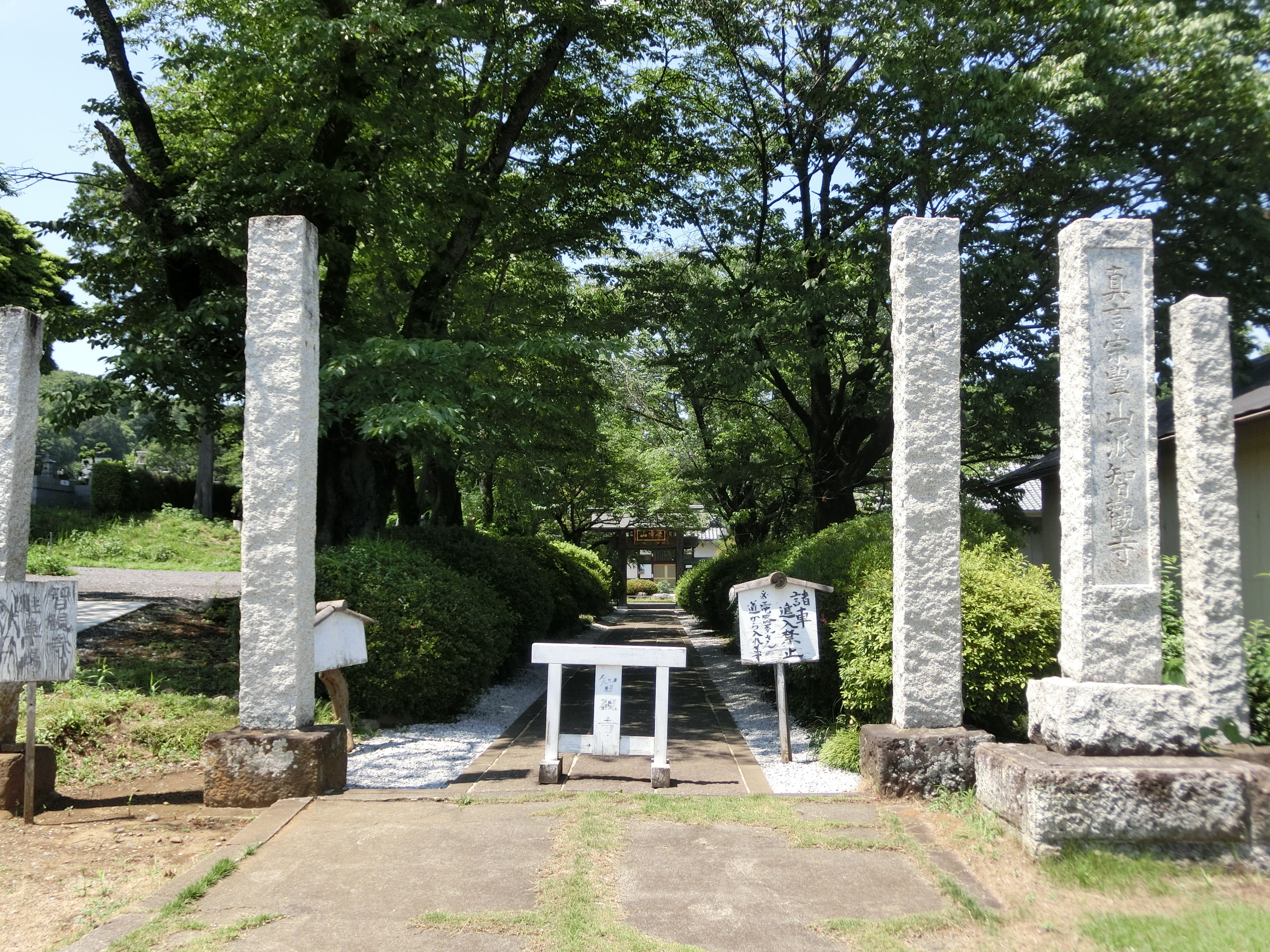
振武軍が屯所のひとつとした智観寺

8時ころ、新政府軍が双柳方面から飯能周辺に侵入し戦いが始まった。能仁寺、智観寺、観音寺、広渡寺の4か寺に屯集する振武軍の兵が小銃を打ち立てて繰り出し、大砲と小銃を備える新政府軍との間で撃ち合いとなった。真能寺村の名主・双木家の記録によると、23日深夜0時から笹井、鹿山方面で続いていた夕立のような砲声が一旦止み、しばらくした後に飯能方面の戦いが始まった。住民が逃げ支度の準備を始めたところ、民家に砲弾や小銃の流れ弾が飛び込んできたといい（『「大炮玉箱」箱書』）、老人や子供、村役人が驚き逃げだす騒ぎとなった。戦闘が始まると4か寺だけでなく、飯能の「町」を形成する飯能村、久下分村、真能寺村の民家から火の手が上がり始めた（『乍恐以書付御訴奏申上候』）。
『飯能辺騒擾日記』には笹井方面の銃撃戦により振武軍が敗走し、中山村の智観寺に戦いが移った模様が記されている。同書によると「打ては退き退きては打、中山智観寺前に引き取る時、同寺の賊徒後詰に出て飯能裏までまくり立らるゝ、同勢を引留め入れ替わり官軍と戦ひしが遂に智観寺も攻落とされ」と一進一退の攻防だったとしている。福岡藩や久留米藩の記録によると、振武軍が屯所のひとつとする智観寺に到着すると大砲を打ちかけ、両藩がすぐに突入を開始した。ただし境内を探索したものの、振武軍の兵は道具や食料を残したまま退去していた、としている。久留米藩の記録によれば、敵兵が隠れ潜んでいることも考え、寺を焼き払ったとある（『久留米藩士柴田光衛 関東奥州征討記録』）。

### 聖天林、森の内方面
中山智観寺を攻め落としたことにより能仁寺に直接向かう道が開けたが、聖天林に潜んでいた振武軍の兵の襲撃を受けた。そのため、大小砲二百丁で応戦した結果、敵兵1人を討ち取り敗走させた（『飯能辺騒擾日記』）。
福岡藩の記録によれば智観寺襲撃の後、飯能裏手に進むため各藩で協議を始めると森の内から発砲を受けたため、発砲し数時間ほど応戦した後、相手を敗走させた。森の内に押し込み捜索したところ敵兵1人を打ち倒し、さらに周囲の村々を捜索したところ敵兵の姿が見えないため引き上げたとある（『福岡藩隊長届書 太総督府宛』）。
久留米藩兵の記録によると、（振武軍らが）町裏の山中より（銃弾を）雨の如く発射したため、新政府軍は桑の木を盾に兵を散開して備え、大砲隊を小社の杉の森に集め、激しく打ち立てた。散兵し次第に進むと賊兵はついに退散した。すぐに山中に踏み込むと墓所があり、（相手は）墓石を盾にしていたことが分かった。討死した賊兵の首をはね、桑の木にかけて青梅まで帰陣した、とある（『（久留米藩士）井上達也報国日誌』）。

### 飯能の町の戦い
大村藩や佐土原藩の記録には飯能の町中での戦いの記述は少ないが、後援として備えていた岡山藩の記録には火災の模様や、町中での戦闘の模様が記述されている（『先祖書 布施虎雄』））。同書によると、岡山藩の南石隊が振武軍の屯集する観音寺を攻撃、散り散りに追い払い武器甲冑を奪い、さらに振武軍の幹部・山中昇の宿所と見定めて放火した。また町筋でも銃撃戦となったため、盾として使っていた町屋に仕方なく放火すると、方々から火の手が上がったとある。大村藩の渡辺は中山智観寺の放火については福岡藩、久留米藩によるものとする一方、飯能の町への放火については「商家ハ則賊ノ敗兵所放火」と報告している（『渡辺清届書』）。
なお、渡辺の談話によると、岡山藩兵が未熟練で一か所に固まってしまうことを見かねて、大村の兵を別の隊長に預け自ら岡山藩の指揮を執った。その最中に、渡辺も顔面に残る傷を負ったとしている（『史談会速記録』）。
『高岡槍太郎日誌』には扇町屋へ夜襲に向かった前軍が飯能周辺の戦いに加わった模様が記されている。同書によると飯能に向けて道を急いでいたところ新政府軍の伏兵から発砲されたため、その場で戦端が開かれた。ただし高岡らは夜襲が目的だったため弾薬の備えが十分ではなく、味方からの大砲の支援もない中の戦いとなり、相手の酒樽、食料、医薬品を各自で奪いつつ応戦した。高岡らは馬上から指示を出す新政府軍の指揮官を倒すなど奮闘したが、物量に勝る新政府軍の前に次第に劣勢となり、広渡寺の側で前軍組頭の山中、岡田勇司の2人、少し離れた場所で間庭整三が戦死したと記している。

### 能仁寺の戦い

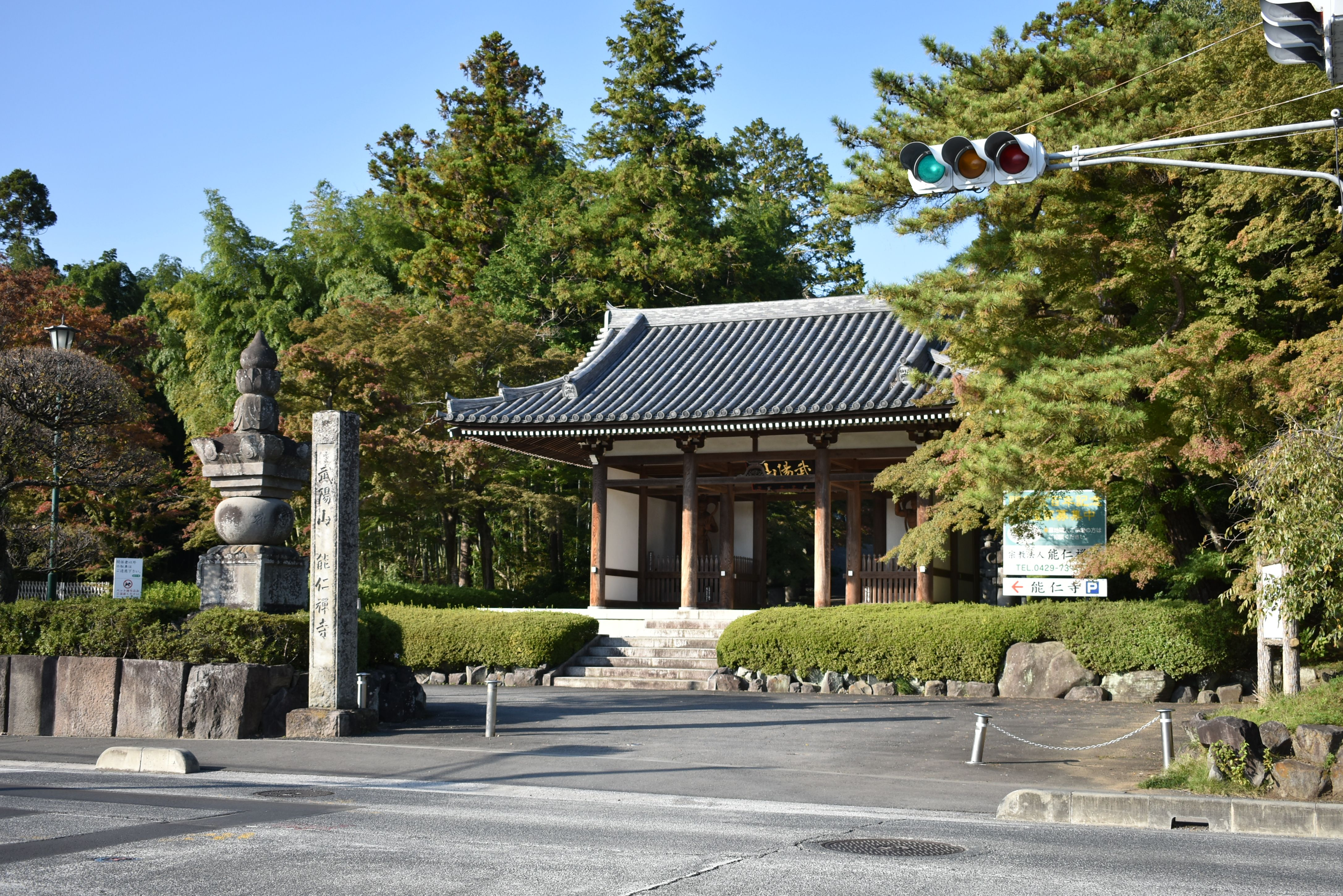
能仁寺の入り口

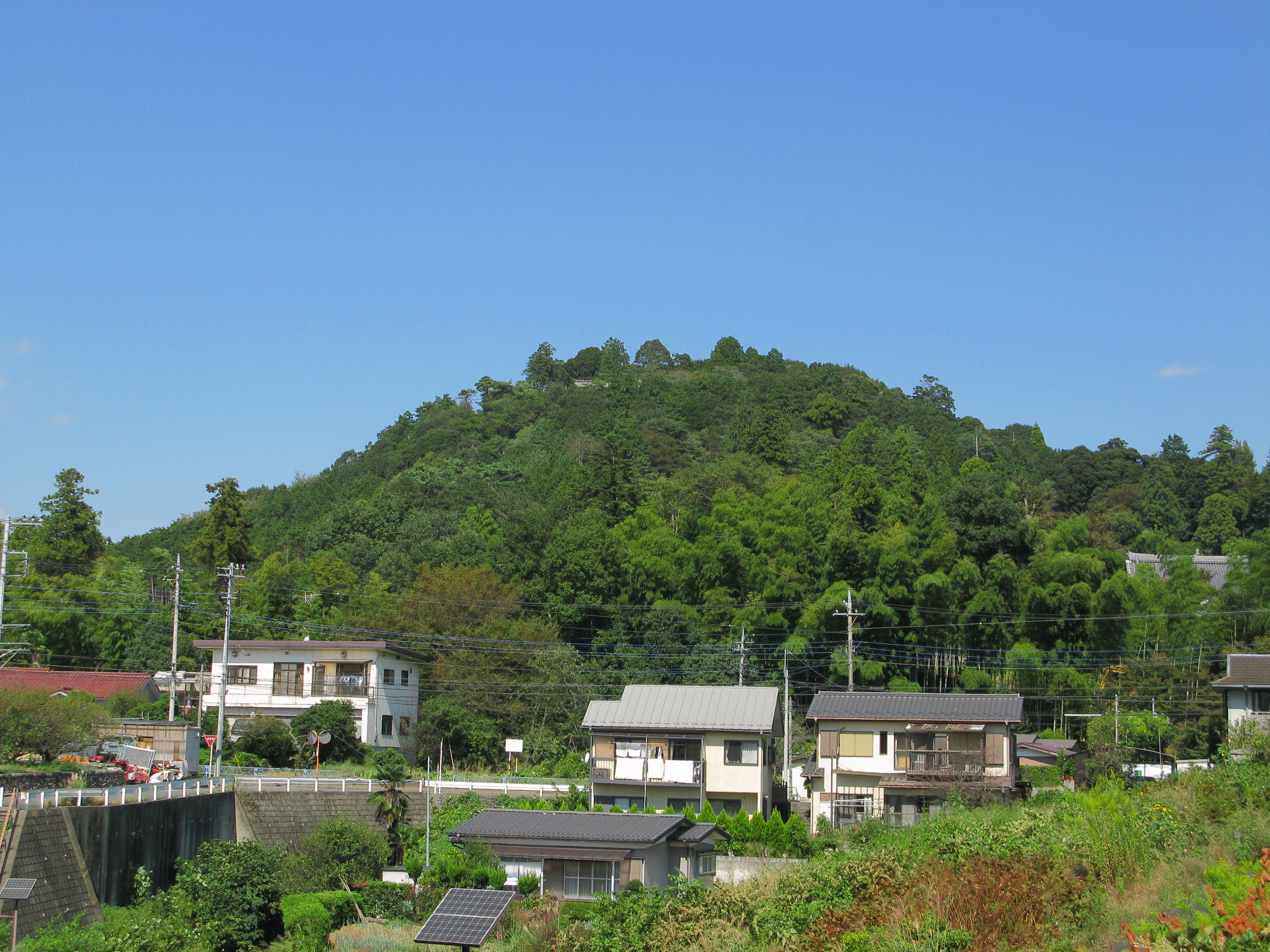
能仁寺の裏手にある羅漢山（天覧山）

周囲の村々で振武軍を掃討した大村藩、佐土原藩はともに相手の本陣のある能仁寺に向かった。大村藩の記録によると両藩は鬨の声をあげ、砲弾を雷電の如く能仁寺に打ち込み、それに対し振武軍も小銃で応戦した。しばらくして両藩は先を争うように能仁寺に突入すると境内はすでに炎に包まれていたとしている（『渡辺清届書』）。一方、佐土原藩の記録では同藩の一分隊が真っ先に境内に突入して火を放ち、鬨の声をあげたとしている（『東海道先鋒戦争之次第』）。また、岡山藩の記録では、三藩がそろって振武軍らの籠る能仁寺に乗り込み放火したものとしている（『武州飯能表之戦状』）。
成一郎の談話によると、破裂弾を発射する新政府軍に対し、振武軍も持ちこたえ防戦していたが、午前11時ころ、二発の砲弾が能仁寺の本堂に直撃し、寺内はたちまち炎に包まれた。前方からは新政府軍が鬨の声をあげながら攻め寄せ、後方からは猛火が迫る中、5時間近い戦闘により疲労も限界だったこともあり本陣を放棄し敗走したとしている（『藍香翁』）。
『飯能辺騒擾日記』によると、一発の砲弾が轟音と共に寺の裏手にある羅漢山に直撃し、これをきっかけに振武軍が総崩れとなった、としている。下山忠行の手記によると、寺の放火自体を川越藩が担ったとしている。同藩の高名な砲術士が焼き討ちの役目を引き受け、大砲を放つと本堂の裏手にある大木に直撃した。大木は音を立て崩れ落ち、その凄まじい様に蜘蛛の子を散らすように退散した、としている。
『戊辰私乗』によると、明け方の戦闘で瀧村が刀傷を負い、5から6人の負傷者が出たほかは、新政府軍に横撃を加え数人を捕獲するなど、序盤は振武軍らの有利が伝えられた。が、9時過ぎになると、前軍や神奈川隊の敗退、山中の戦死が伝えられ、渋沢平九郎は生死不明とされるなど戦況は刻々と悪化、弾薬不足となった部隊が本陣に戻り始めた。こうした中、山田は尾高惇忠から、後備えの兵をもって早急に本陣を守備するように求められたが、「散兵もいまだ戻らない状況では、本陣は守り難い」と難色を示した。さらに大小砲の砲声、砲弾が本陣に迫ったため、負傷者を後方の山に避難させ、砲弾をかいくぐりながら軍資や弾薬、旌旗を集めた。振武軍らの敗色が濃厚となり、能仁寺の本陣に火災が起こると、士卒は望んで後方の山へ逃れた。その際、山田の家来が、新政府軍への内通の疑いで本陣に捕獲されていた寺僧を殺害したと記している（『戊辰私乗』）。『飯能辺騒擾日記』では裏山に避難していた飯能在住の鍼医が忘れ物を取りに家まで戻ろうとしたところ、能仁寺の門前で新政府軍に捕らえられ、黒田家の墓前で殺害された模様が記されているが、二つの事件の関係は定かではない。
新政府軍は能仁寺を攻め落とすと、兵を整えて進軍した道を戻り、道中では振武軍の残党から砲撃を受けるもこれを退けて、昼1時までに扇町屋へ帰陣した（『渡辺清届書』）。扇町屋で一泊し、能仁寺への先陣を争った兵2人に報奨金が与えられ、慰労として足軽や人足に至るまで酒が振舞われた（『大村藩東征日誌 参』）。5月24日午前、大総督府は久留米藩の一手を敗残兵の掃討のため残留させ、残りは江戸に引き揚げるように命じた。同日午後、扇町屋を出立し、所沢を経て、田無で一泊。翌5月25日に江戸へと戻った（『大村藩東征日誌 参』）。

### 新政府軍の掃討戦と振武軍らの脱出行
直竹村（現・飯能市下直竹）に備えた福岡藩の分隊は、末成橋場（現・青梅市成木）に10人、乙黒（現・青梅市小曾木）に20人ほどの兵を配置した（『市川家日記』）。能仁寺の陥落後、本隊は扇町屋から江戸へと戻ったが、分隊は引き続き周囲の村々で振武軍の残党の捜索にあたった。下畑村（現・飯能市下畑）から三町ばかり先にある松山に残党が潜伏しているとの報告が届き、現場に向かったところ7、8人の姿を発見したため発砲。2人を討ち取り、残りは取り逃したものの手負い傷を負わせ、そのまま扇町屋に引き揚げた（『福岡藩隊長届書 太総督府宛』）。末成橋場と乙黒に配置された兵は、23日夜に周辺の村々の捜索を行い、25日に直竹へと引き上げた（『市川家日記』）。なお、銃撃により死亡したのは振武軍の残党ではなく下畑村の百姓・綱吉、松吉兄弟だったといい、村の惣代は二人が昼食のため家に帰る途中、川に降りて足を洗っていたところ銃撃を受けたと役所に報告している。
鹿山口から白子村に進軍した川越藩兵も残党の掃討にあたっていたが、白子村の対岸にある横手村の山腹の脇道を秩父方面に逃れようとする20から30人ほどの残党を発見した。川越藩兵は河川（高麗川）の急流を超えて対岸に渡り、残党の後を追跡し発砲すると、あわてて山林に潜伏した。そのため周囲を捜索したところ、1人を生け捕りにした。翌5月24日以降は軍監の尾上四郎左衛門の指示により数隊に分けて周囲の村々を捜索したが残党の姿はなく、5月27日に坂戸近隣の13か村を掃攘した後、5月28日に川越へ戻った（『松平康英 武蔵川越家記』）。横手村の住人・大川戸家の記録によると、当地に落ち延びてきた振武軍の残党は成一郎らだったといい、自宅で衣服や食料を与え、上州方面に向かう道案内を買って出るなど脱出行を手助けした。その後、成一郎と尾高は草津、伊香保（現・群馬県渋川市）方面に潜伏した後、成一郎は江戸に向かい榎本武揚の率いる旧幕府艦隊に合流、尾高は機会を見計らった上で郷里の下手計に戻った（『藍香翁』）。

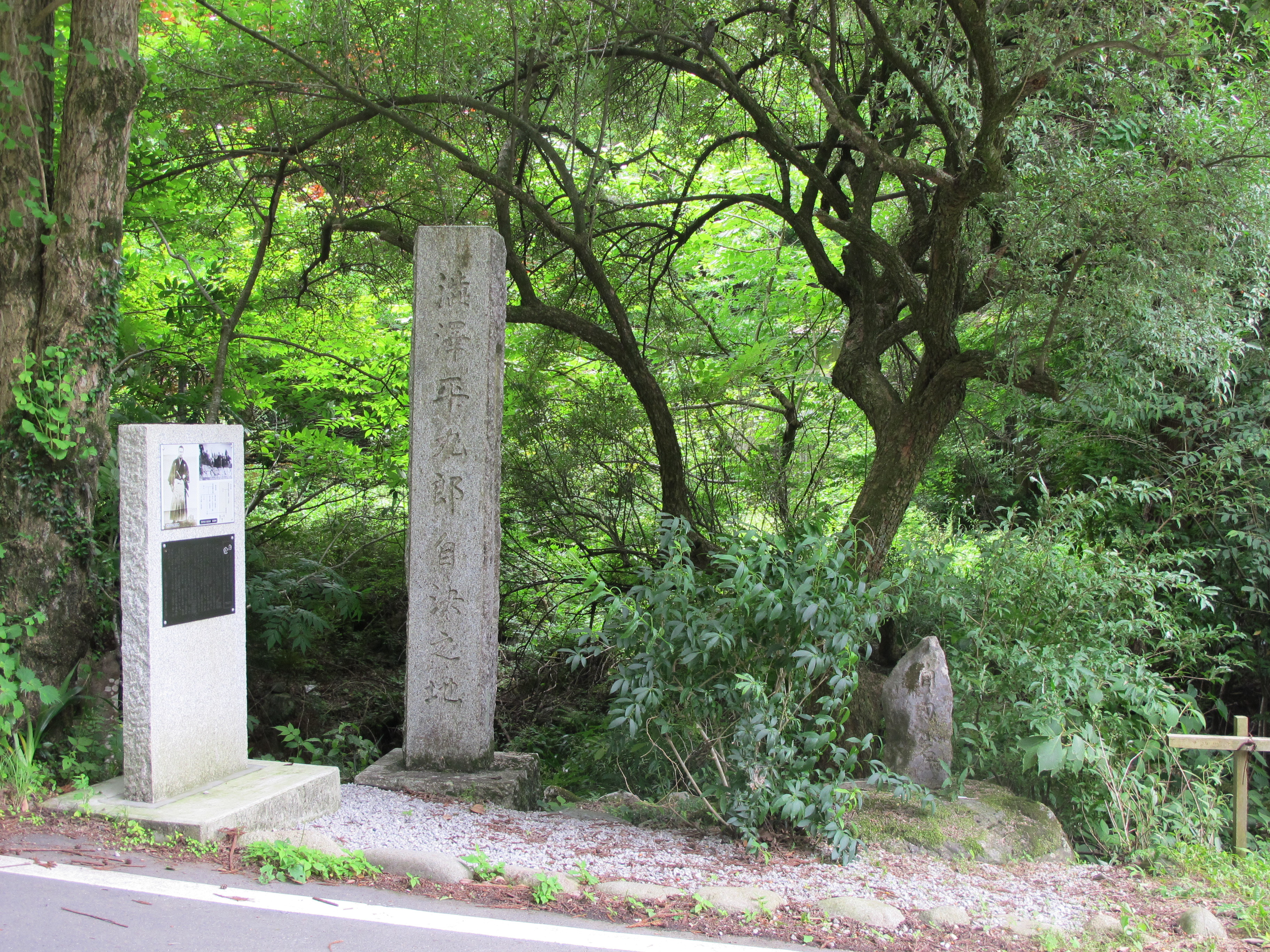
渋沢平九郎自決の地

越生方面に進軍した忍藩と広島藩は振武軍の甲府方面への敗走の報告が届くと、忍藩は今市宿（現・越生町越生）の守りを固めた。広島藩は5月23日午後2時ごろ坂石（現・飯能市坂石）に向けて出立し、究意の者6人を斥候として先行させた。斥候が顔振峠の入り口に差し掛かったところ、六尺余の大男1人が旅装束姿で先を急いでいたため、斥候が呼び止めた。残党に間違いないと見て捕えようとしたところ直ぐに斬りあいとなり、究意の大力者でも生け捕りは困難となり討ち取った。その際、斥候2人が深手を負った。さらに越生の山中には数百人の残党が屯集していると見て、その日は一旦引き返し、5月24日に忍藩とともに当地に押し寄せたところ、残党ではなかったと分かり越生に戻った。広島藩は5月25日朝8時に越生を出立し坂戸で一泊した後、5月26日に川越城下に戻った（『慶応四年戊辰第一起神機隊奥州出軍日記』、以下『奥州出軍日記』）。『奥州出軍日記』にある「六尺余の大男」は渋沢平九郎だったといい、村人の談話によると、平九郎が斬りあいの末に午後4時ころ自決を試み、自ら腹を裂き喉を刺して倒れた。藩兵は銃弾を乱射してその首級を持ち去り、法恩寺の門前に晒した。遺体は村人の手で黒山全洞院に葬られ、首級も藩兵の去った後で法恩寺の林の中に葬られた（『渋沢平九郎伝』）。
忍藩は5月23日に秩父郷大宮（現・秩父市）へ立ち入った彰義隊の瀧川渡ら12人を取り調べ、飯能で討ちもらした残党として斬首した（『忍藩届出 大総督府宛』）。5月25日、同藩は振武軍の残党が寄居に屯集しているとして一小隊を派遣した（『松平忠敬 武蔵忍家記』）。前橋藩は5月26日ころから領内の武州松山陣屋付近を飯能戦争の脱走人が徘徊しているとして、周辺地域の捜索に乗り出した。そのうち一人を畠山村（現・深谷市畠山）満福寺で捕え、取り調べの後に討ち取った（『前橋藩記』）。畠山で討ち取られた残党は彰義隊の水橋右京だったといい、竹沢（現・小川町）方面から逃れてきたところを捕らえられたと伝えられている。
飯能の周辺に留まった者の中で、比留間良八は戦いの後に梅原村（現・日高市梅原）の実家、姉の嫁ぎ先、親戚宅を転々として難を逃れたと伝えられている。一方で、杉山銀之丞（平沢銀之丞、横手銀二郎）は戦いの後に鹿山を通行しようとして捕らえられたとも（『桜蔭筆記』）、辛うじて生き長らえ鹿山に潜伏していたところを捕らえられ斬り殺されたとも伝えられている（『飯能辺騒擾日記』）。
再集結の場所とした奥秩父・三峰山周辺には幹部の久保喜三郎、山田劉八郎らが辿り着いた。ただし、三峰山まで辿り着いた者は100人に満たず、成一郎や尾高や野村ら主要幹部は現れなかったため、山田と久保は協議の末に組織をいったん解散させて、機会を見て再起を図ることとした。（『戊辰私乗』）。なお、三峯神社には5月24日に徳川家浪人を名乗る高松小三郎、竹沢市五郎ら侍35人、兵43人が現れ軍用金を借用。翌5月25日には浪人を名乗る高木元三郎、落合伊織ほか5人、振武軍後隊の近藤熊太郎ほか5人が現れ金銭を要求している（『三峰神社日鑑』）。山田は能仁寺から敗走する際、近江国出身の北川某に軍用金1,000余両を預けていたが、北川が行方知れずとなったため、寺社から200両を借用し、兵らに分け与えた後に解散したとしている（『戊辰私乗』）。
山田は久保と別れ、大滝村（現・秩父市）などで潜伏した後に江戸へ戻ると、同志の熊谷小一郎から成一郎の潜伏先を聞き、直接会う機会を得た。その際、成一郎は榎本の旧幕府艦隊に合流する案を示し、山田もこれに加わることに同意。6月中旬、成一郎、山田、久保、高木大之進は飯能で戦った十数人の同志とともに開陽丸、長鯨丸に乗船。飯能の町から敗走した高岡槍太郎は名栗、贄川（現・秩父市荒川贄川）、鴻巣などを転々とした後、7月15日に旧幕府艦隊に合流し、朝陽丸に乗船した。成一郎らは彰義隊の残党とともに仙台を経て箱館へと向かい、箱館戦争に身を投じた。

## 結果と影響
大村藩の渡辺清左衛門は、振武軍の死者数は山林原野に横たわり不明、生け捕りは50から60人、浅深手負いは不明と報告している（『渡辺清届書』）。これに対し新政府軍の死者はなく、浅手負は5人（岡山藩の瀬賀役次郎、宍戸久五郎、佐土原藩の谷山藤之丞、斎藤儀兵衛、大村藩の岡乕之助）と報告している。ただし、この報告には広島藩、川越藩、忍藩は含まれておらず、佐土原藩の記録では谷山は傷後死、岡山藩の記録では瀬賀は砲創により横浜の病院に収容され、3か月後に復帰したと記されている（『先祖并御奉公之品書上 瀬賀役次郎』）。渡辺は後年、自身も飯能の町の戦いで顔に残る傷を負ったと発言しており（『史談会速記録』）、損害の実態は定かではない。このほか、『飯能辺騒擾日記』では秩父に逃れた60から70人の賊徒を生け捕り総督府に問合せた上、同所で戮殺、飯能賊徒の討死は3人、官軍の死傷者は不明と記し、『里正日誌』では23日未明からの戦いにより振武軍と新政府軍の双方に討死や手負いが出たとのみ記している。
戦場となった地域では能仁寺、智観寺、観音寺、広渡寺の4か寺で本堂などの主だった建物が焼失、飯能村、久下分村、真能寺村、中山村の4か村の200戸が焼失する被害を受けた。また、飯能の町、鹿山、下畑などで住民が新政府軍から振武軍残党と誤認され殺害、人足や道案内として振武軍に協力した者が殺害された事例もあった。
戦から1か月半後の7月9日、甲府鎮撫府から延岡藩が飯能表の取り締まりのため派遣されたが、戦火の影響により飯能で宿陣することができず、上鹿山村に陣を置き職務を行うことになった。その後も周辺地域の治安状態は回復せず、住民がゲベール銃やライフル銃で武装し自衛せざるを得なくなった。
飯能周辺は幕府領や旗本領が多く、この戦いでは振武軍に対し住民が比較的寛容な姿勢を見せたが、やがて新政府に敵対したイメージから戦いのことは語られなくなった。研究者の宮間純一は戦いの直後から「佐幕」的行為は人々の記憶から抹消されていき、「勤王」という新政府の価値観に沿う行為、あるいは被害者的視点のみが強調されていったと指摘。1944年に刊行された『飯能郷土史』ではその傾向が顕著に表れ、戦後に刊行された『飯能市史』でも断片的に残されていると指摘している。